# Momotus aequatorialis
Momotus aequatorialis  (лат.) — вид птиц из семейства момотовых, представитель рода момотов. Выделяют два подвида.

## Этимология
Слово aequatorialis переводится с латинского как экваториальный. Такое название часто даётся видам животных, которые обитают на территории Эквадора. 
Одному из подвидов было дано название chlorolaemus. Это слово образовано от двух греческих: khlόros — зелёный и lainos - горло.

## Описание

### Внешний вид
Длина тела птицы около 48 см, масса тела 123—176 грамм. У вида Momotus aequatorialis нет чёрной окантовки на перьях хвоста. На голове около уха есть голубой «штрих», который как бы перечёркивает кончик чёрной маски. По этим двум признакам можно легко отличить данный вид от других видов рода. У подвида M. a. chlorolaemus цвет горла более зелёный по сравнению с цветом брюшка.

### Голос
Голос Momotus aequatorialis отличается от голоса синешапочного момота.

## Распространение
Обитает на территории Южной Америки в субтропических лесах Анд: подвид M. a. aequatorialis — на западе Колумбии и на восточных склонах Анд в Эквадоре, а подвид M. a. chlorolaemus — на территории Перу и Боливии.

## Питание
Как и все момоты питается насекомыми и другими членистоногими, ящерицами и мелкими млекопитающими.

## Классификация
Международный союз орнитологов выделяет два подвида:
- M. a. aequatorialis Gould, 1858
- M. a. chlorolaemus Berlepsch & Stolzmann, 1902